# Elbbach (Lahn)
Der Elbbach ist ein knapp 40,7 km langer, nördlicher und orografisch rechter Nebenfluss der Lahn in Rheinland-Pfalz und Hessen.

## Name
Der Bach wird im 14. Jahrhundert als uf/by Elben erstmals schriftlich erwähnt. Der Name Elbe bzw. Elb kann möglicherweise zurückgeführt werden auf indogermanisch *albʰós für „weiß“ oder auch „Fluss“. (Vergleiche Elbe) 
Die Ortsgemeinde Elbingen ist nach dem dort vorbeifließenden Elbbach benannt, ebenso die Gemeinde Elbtal.

## Geographie

### Verlauf
Der Elbbach entspringt im rheinland-pfälzischen Teil des Westerwaldes, wenige Kilometer nordwestlich von Westerburg aus mehreren Bächen nördlich von Ailertchen. 
Von dort fließt er in südliche Richtungen nach Kaden, ostwärts an Guckheim vorbei, durch Willmenrod und dann nach Langendernbach in Hessen. Fortan nach Süden ziehend, erreicht der Elbbach Hadamar, um bei Niederhadamar die aus dem 12. Jahrhundert stammende St. Wendelinbrücke, vermutlich die älteste erhaltene Steinbrücke in Hessen, zu unterqueren. 
Danach mündet er weiter südlich bei Staffel, einem Ortsteil von Limburg an der Lahn, mit einer mittleren Wasserführung von rund 4 m³/s, in den Rhein-Nebenfluss Lahn.
Sein 40,7 km langer Lauf endet ungefähr 370 Höhenmeter unterhalb seiner Quelle, er hat somit ein mittleres Sohlgefälle von etwa 9,1 ‰.

### Einzugsgebiet
Das 323,67 km² große Einzugsgebiet des Elbbachs erstreckt sich vom Hohen Westerwald über den Oberwesterwald bis zum Limburger Becken und wird durch ihn über die Lahn und den Rhein zur Nordsee entwässert.

### Zuflüsse
Zu seinen direkten Zuflüssen gehören, mit orographischer Zuordnung (l = linksseitig, r = rechtsseitig; jeweils flussabwärts betrachtet) und Gewässerlänge:
- Hinterkirchenerbach (r; 1,7 km)
- Rothenbach (r; 2,7 km)
- Kuhbach (r; 1,3 km)
- Dernbach (l; 3,1 km)
- Kälberbach (r; 4,9 km)
- Otterbach (l; 2,4 km)
- Schafbach (l; 13,6 km)
- Holzbach (l; 12,9 km)
- Langendernbach (Dernbach) (l; 4,9 km)
- Mühlbach (l; 3,7 km)
- Lasterbach (Steinbach) (l; 19,0 km)
- Grundbach (Frickhofener Bach) (r; 5,6 km)
- Oderbach (Wertsbach) (l; 3,0 km)
- Salzbach (r; 9,3 km)
- Kumpgraben (l; 0,6 km)
- Lohbach (r; 4,4 km)
- Holzbach (l; 6,1 km)
- Faulbach (l; 3,3 km)
- Weiersbach (r; 3,2 km)
- Dorfbach (Tränkbach) (r; 2,5 km)
- Ahlbach (Bach vom Urselthaler Hof) (l; 3,8 km)
- Offheimer Bach (l; 1,3 km)
- Erbach (r; 11,8 km)
- Wambach (Dillbach) (r; 3,9 km)

## Natur
Direkt am Elbbach, in der Ortsgemeinde Guckheim, liegt das etwa 4,0 ha große Naturschutzgebiet Hasenwiese. Es ist das kleinste Naturschutzgebiet im Westerwaldkreis.
Im hessischen Teil seines Verlaufs wurde der Elbbach durch das Naturschutzgebiet „Elbbachtal“ und ein mit diesem deckungs- und namensgleiches FFH-Gebiet unter Schutz gestellt. Das Schutzgebiet folgt dem Bachverlauf auf rund zehn Kilometern Länge von der Landes- bis zur Stadtgrenze von Hadamar und umfasst auch den Unterlauf des Lasterbachs. Die Grenze des Schutzgebiets liegt meist nah am Bachlauf, was dazu führt, dass das Schutzgebiet trotz seiner langen Strecke nur 84 Hektar (ha) umfasst. Die offizielle Kurzcharakteristik und Begründung des FFH-Status lautet: „Naturnahes Fließgewässer mit bachbegleitenden Auwäldern, Hochstaudenfluren, Feucht- und Frischwiesen, Röhrichten und Quellfluren. Sowohl aus botanischer als auch aus faunistischer Sicht wertvolles Gebiet, Lebensraum zahlreicher, seltener und bestandsgefährdeter Tier- und Pflanzenarten, besondere Bedeutung für Fließgewässerarten, Lokal bedeutendes Vogelbrutgebiet.“
Im weiteren Verlauf umfassen das Naturschutzgebiet „Kalksteinbruch bei Hadamar“ (9,8 ha) sowie das FFH-Gebiet „Elbbachaue östlich von Elz“ (49,1 ha) kurze Teile des Bachlaufs. Letzteres Gebiet besteht aus zwei Teilflächen eines feuchten Wiesengebiets, das vor allem wegen des Vorkommens des Dunklen und des Hellen Wiesenknopf-Ameisenbläulings bedeutend ist.

## Wirtschaftshistorie
Hinweise auf Wassermühlen am Elbbach finden sich bereits aus der Zeit nach dem Dreißigjährigen Krieg. So geschah im Jahr 1689 im Wald bei Obertiefenbach der Mord an dem Müllergesellen „Hirse-Fritz“, der von einer Hirsemühle im Elbbachtal kam. Im Jahr 1832 berichtet Leopold von Zedlitz-Neukirch in seinem Neuen hydrographischen Lexikon für die deutschen Staaten von den vielen Mühlen, die die Wasserkraft des Elbbachs nutzten. Außer zahlreichen Getreidemühlen entlang des Bachlaufes wurden auch in Berzhahn ein Eisenwerk und in Niederhadamar eine Ölmühle von ihm angetrieben. Von dieser wirtschaftlichen Bedeutung des Baches war kaum noch etwas geblieben. Heute laufen wieder einzelne Wasserkraftanlagen am Elbbach, unter anderem bei Oberzeuzheim und in Hadamar. In Niederzeuzheim versorgt der Bach einen größeren Fischzuchtbetrieb mit Wasser.